# Hüseyin Avni Paixà
Hüseyin Avni Paşa (Gelendost, Isparta, 1820/1821 - Istanbul 1876) fou un general i gran visir otomà fill d'un camperol pobre.
Va anar de jove a Istanbul i va ingressar a l'acadèmia militar i en va sortir el 1848 com a capità d'estat major. El 1852 va participar en la guerra de Crimea com a tinent coronel i va destacar a la batalla de Çetate; a Mingrèlia fou cap de l'estat major d'Omer Pasha. Va ocupar després un càrrec administratiu (1856) i a la guerra amb Montenegro fou comandant de divisió (1862). El 1863 va entrar al Consell militar superior amb grau de general; el juny de 1863 fou ministre de la guerra (interí però mantingut en el càrrec pel gran visir Fuad Pasha) fins al 24 de desembre de 1865. L'abril de 1867 fou nomenat governador militar de Janina, però el 15 d'octubre següent fou enviat a Creta per repirmir la revolta de l'illa. El seu èxit li va valer ser nomenat ministre de la geurra (serasker) el 12 de febrer de 1867. va reformar l'exèrcit seguint el model de Prússia. Mort el gran visir Ali Pasha el 6 de setembre de 1871, el substituït Mahmud Nedim Pasha el tenia com enemic i el va cessar i el va enviar desterrat a Isparta, però fou aviat cridat (juliol de 1872) i el novembre fou nomenat wali de la província d'Aydin. El 25 de gener de 1873 va ocupar la cartera de la Marina amb Muterdjim Mehmed Rushdi Pasha i el 15 de febrer de 1873 la de guerra amb Esad Pasha.
El 15 de febrer de 1874 va substituir com a gran visir a Shirwanizade Mehmed Rushdi Pasha (o Sirvanizade Mehmed Rüstü Pasha, que ocupava el càrrec des del 15 d'abril de 1873) i va exercir fins al 26 d'abril de 1875, conservant la cartera de Guerra. La seva acció de govern va estar determinada per la crisi econòmica deguda a les males collites. Cessat com a gran visir fou nomenat governador (wali) de la província d'Aydin, però va tornar a la cartera de Guerra el 21 d'agost, només per quatre dies, ja que el dia 25 d'agost el nou gran visir Mahmud Nedim Pasha el va cessar. Fou enviat com a wali de la província de Bursa i el 12 de maig de 1876 va tornar a ser ministre de Guerra i va tenir un paper clau en la deposició del sultà el 31 de maig.
La nit del 15 al 16 de juny de 1876 fou assassinat per un oficial de nom Çerkes Hassan, per causa de greuges personals.